# Лиляна Дичева
Лиляна Пенчева Дичева е българска художничка, живописец.

## Биография
Родена е на 25 октомври 1928 г. в село Балван, Царство България. Баща ѝ Пенчо Фъртунов е доктор по вътрешни болести и директор на Банковата болница в София, е от известно Търновско семейство на книжари и печатари. По време на следването си във Виена се жени за австрийката Амалия Шведа. През 1936 г. семейството се завръща в България.
Лиляна учи от първи клас в Италианското училище в София. Освен немски и италиански учи френски и английски. Приета е в Художествената Академия в София през 1946 г., а нейни преподаватели по това време са проф. Никола Ганушев, проф. Дечко Узунов и проф. Илия Петров. Завършва Живопис с отличен успех през 1952 г. и е приета веднага само с дипломната си работа в СБХ. Лиляна Дичева работи основно портрети, фигурални композиции, кавалетна графика и илюстрации на книги.
През 1950 г. се омъжва за известния писател Стефан Дичев, с когото имат дълъг и щастлив брак, както и син – Ивайло Дичев, който е професор по културна антропология във Философския факултет на Софийския университет до смъртта си през 2023 г.. Лиляна е авторка на илюстрациите в много от романите на съпруга си. 
Картините на Лиляна Дичева участват в множество изложби както в България така и извън страната (Берлин, Букурещ, Виена и други).
Нейни творби са притежание на Националната художествена галерия, на Софийската градска хдожествена галерия, на галериите в Русе, Велико Търново, Бургас, Ловеч, Варна, Кърджали, Казънлък, Берковица и др.